# Montemaggiore Belsito
Montemaggiore Belsito är en ort och kommun i storstadsregionen Palermo, innan 2015 i provinsen Palermo, i regionen Sicilien i sydvästra Italien. Kommunen hade 3 247 invånare (2017).